# Fluir
FLUIR foi uma das principais revistas brasileiras sobre surf, tema inaugurado no mercado editorial brasileiro pela revista "Brasil Surf" na década de 1970. A revista foi publicada por diversas editoras ao longo de seus quase trinta anos de história. Após passar pela Editora Peixes, a empresa, que faz parte do grupo Companhia Brasileira de Multimídia (CBM), arrendou o título à Editora Waves por um prazo de dois anos.